# Cincinnati
Cincinnati é uma cidade do estado americano do Ohio. É a sede do Condado de Hamilton no extremo sudoeste do estado. É banhada pelo rio Ohio, que a separa do estado de Kentucky e é conhecida como a "Queen City" (Cidade Rainha) ou simplesmente "Cincy".
Devido a seus amplos parques, Winston Churchill chamou Cincinnati "A cidade interior mais harmoniosa dos Estados Unidos".

## História
Cincinnati foi fundada em 1788 por John Cleves Symmes com o nome de "Losantiville", mas em 1790 foi renomeada por Arthur St. Clair, então governador dos territórios do Noroeste, para Cincinnati, em honra da sociedade Cincinnati da qual era presidente. Em 1819 passou do estatuto de vila para cidade. A navegação de barco pelo rio Ohio e a conclusão das obras dos canais Mimai e Erie contribuíram para o rápido crescimento da cidade, que alcançou os 115 000 habitantes no ano de 1850.
Cincinnati é também conhecida com "Rainha do Oeste" ("Queen of the West"), expressão que foi utilizada por um jornal da cidade, por Henry Wadsworth Longfellow, porque foi importante na fuga dos escravos para a liberdade.

## Geografia
De acordo com o United States Census Bureau, a cidade tem uma área de 206 km², onde 201,5 km² estão cobertos por terra e 4,1 km² por água.

## Demografia

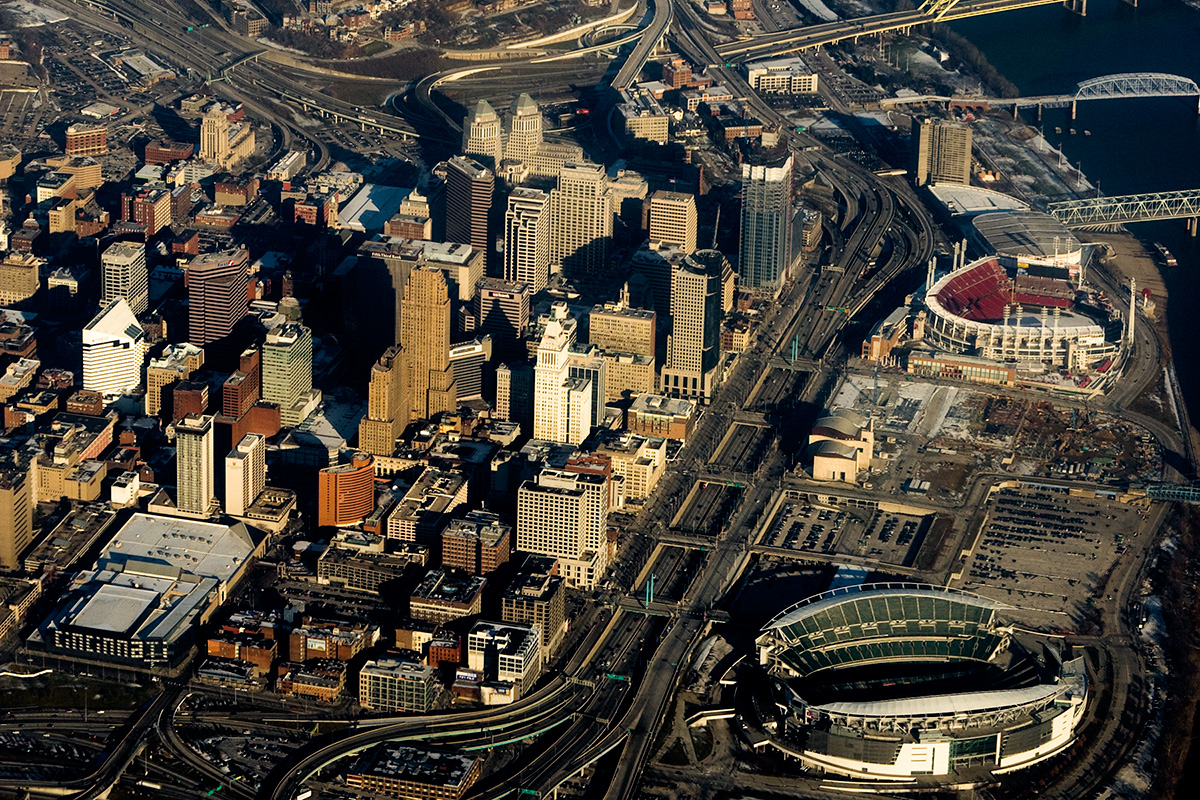
Vista aérea da região central da cidade mostrando o Great American Ball Park acima e o Paul Brown Stadium abaixo.

Segundo o censo nacional de 2020, a sua população é de 303 954 habitantes e sua densidade populacional é de 1 507,68 hab/km². É a terceira cidade mais populosa do Ohio. Possui 161 555 residências, que resulta em uma densidade de 801,40 residências/km².
A sua área metropolitana, que se estende para as áreas adjacentes dos Estados de Kentucky e Indiana, totaliza 2,22 milhões de habitantes, fazendo de Cincinnati a maior região metropolitana de Ohio e uma das maiores da Região Centro-Oeste americana.

## Esportes
A cidade é casa do time de futebol americano Cincinnati Bengals que manda seus jogos no Paycor Stadium, do time de beisebol Cincinnati Reds que manda seus jogos no Great American Ball Park e do time de futebol FC Cincinnati que manda seus jogos no TQL Stadium.
A cidade também é o local onde são realizados os ATP de Cincinnati e WTA de Cincinnati, torneios centenários que ocorrem simultaneamente todos os anos desde 1899 e estão entre os mais importantes do calendário do tênis profissional, tanto masculino quanto feminino.